# 대한민국 민법 제1092조
대한민국 민법 제1092조는 유언증서의 개봉에 대한 민법 상속법 조문이다.

## 조문
제1092조(유언증서의 개봉) 법원이 봉인된 유언증서를 개봉할 때에는 유언자의 상속인, 그 대리인 기타 이해관계인의 참여가 있어야 한다.

第1092條(遺言證書의 開封) 法院이 封印된 遺言證書를 開封할 때에는 遺言者의 相續人, 그 代理人 其他 利害關係人의 參與가 있어야 한다.

## 판례
또한 판례는 검인과 마찬가지로 개봉절차도 유언의 효력요건이 아니라고 보고 있다. 따리
서 민법 제1092조는 봉인된 유언증서를 검인하는 경우 그 개봉 절차를 규정한 데 불과히 므로， 적법한 유언증서는 유언자의 사망에 의하여 곧바로 그 효력이 발생하고 검인이니
개봉 절차의 유무에 의하여 그 효력에 영향을 받지 않는다고 본다(대판 1998.5.29.97다38503).

## 참고 문헌
- 오현수, 일본민법, 진원사, 2014. ISBN 978-89-6346-345-2
- 오세경, 대법전, 법전출판사, 2014 ISBN 978-89-262-1027-7
- 이준현, LOGOS 민법 조문판례집, 미래가치, 2015. ISBN 979-1-155-02086-9